# الیزاوا
الیزاوا (به لاتین: Alizava) یک منطقهٔ مسکونی در لیتوانی است که در شهرستان پانه‌وژیس واقع شده‌است.

## خصوصیات
الیزاوا ۴۲۷ نفر جمعیت دارد.